# 吉達米
吉達米（Gidami）是埃塞俄比亞西部奧羅米亞州西沃萊加地區的小鎮，座標8°59′N 34°37′E / 8.983°N 34.617°E，海拔1,776米至1,928米。根據埃塞俄比亞中央統計局2005年的資料，吉達米人口約5,007，其中男性2,545人，女性2,462人。2006年10月18日，吉達米和貝卡發生穆斯林和基督新教徒衝突，造成9死逾100傷。